# WWE Main Event
WWE Main Event je americký wrestlingový televizní program produkovaný společností WWE. Celá show trvá hodinu, premiéru měla dne 3. října 2012. Zápasí zde obvykle wrestleři z rosterů RAW a ojediněle i NXT.
Natáčí se v pondělí večer před show Raw. Epizody obecně obsahují dva zápasy (typicky jeden mužský a jeden ženský). Ve Spojených státech se vysílají nové epizody na stanici Hulu, a to ve čtvrtek. Do dubna 2014 jej původně vysílala také stanice Ion Television. Přenášejí ji také mezinárodní televizní partneři WWE.

## Historie pořadu
Show se poprvé vysílala na stanic Ion Television. Měla premiéru 3. října 2012 a vysílala se ve středu večer. WWE považovala show jako náhradu za WWE Superstars. Práva na vysílání později získala společnost Hulu.
Od dubnu 2014 se show začala vysílat na tehdy nové službě WWE Network. Bylo uvedeno, že to byl zátěžový test pro živé vysílání WrestleManie XXX.
Před 28. listopadem 2016 byl Main Event natáčen před show SmackDown. Poté byl přesunuta před show Raw.
Main Event byl původně umístěn jako show, ve které budou vystupovat wrestleři z rosterů Raw a SmackDown. Nakonec se program ale stal exkluzivní pro SmackDown. Po zrušení WWE Superstars se Main Event stal exkluzivním pro Raw. 
Na konci roku 2022, na základě změn, které provedl Triple H, se NXT zápasníci začali stále častěji objevovat na Main Eventu, zejména kvůli hodnocení jejich výkonu a přijetí publika při vystoupení se členy hlavního rosteru.

## Epizody
| Sezona | Epizody | Rok  |
| ------ | ------- | ---- |
| 1      | 13      | 2012 |
| 2      | 52      | 2013 |
| 3      | 53      | 2014 |
| 4      | 52      | 2015 |
| 5      | 52      | 2016 |
| 6      | 52      | 2017 |
| 7      | 52      | 2018 |
| 8      | 52      | 2019 |
| 9      | 53      | 2020 |
| 10     | 52      | 2021 |
| 11     | 52      | 2022 |
| 12     | 51      | 2023 |
| 13     | 50      | 2024 |
| 14     | –       | 2025 |

## Ringoví hlasatelé
- Liliana Garcia, 2012 – 2015
- Tony Chimel, 2012 – 2014
- Eden, 2014 – 2016
- Jojo, 2015 – 2019
- Greg Hamilton, 2016 – 2020
- Mike Rome, 2017 – 2023
- Alicia Taylor, 2023
- Samantha Irvin, 2023 –